# Markea
Markea es un género de plantas con flores perteneciente a la subfamilia Solanoideae, incluida en la familia de las solanáceas (Solanaceae). Comprende 42 especies nativas del sur y centro de América.

## Especies
- Markea crosybana D'Arcy
- Markea coccinea Rich.
- Markea formicarum Dammer
- Markea longiflorum Miers
- Markea lopezii Hunz.
- Markea sessiliflora Ducke
- Markea sturmii Cuatrec.
- Markea uniflora Lundell
- Markea venosa Standl. et C.V.Morton

## Sinonimia
- Merinthopodium

- Datos: Q143117
- Especies: Markea